# 维莱 (摩泽尔省)
维莱（法語：Viller）是法国摩泽尔省的一个市镇，属于福尔巴克区（Forbach）格罗斯唐屈安县（Grostenquin）。该市镇总面积7.27平方公里，2009年时的人口为191人。

## 人口
维莱人口变化图示